# Ancistranthus
Ancistranthus, monotipski biljni rod iz porodice primogovki, dio podtribusa Tetrameriinae. Jedina vrsta je kubanski endem A. harpochiloides

## Sinonimi
- Jacobinia harpochiloides (Griseb.) Benth. & Hook.fil.
- Dianthera harpochiloides Griseb